# 波利齊 (卡明-卡希爾西基區)
51°34′10″N 25°7′37″E / 51.56944°N 25.12694°E
波利齊（烏克蘭語：Полиці），是烏克蘭西北部的村莊，隸屬沃倫州的卡明-卡希爾斯基區。該村始建於1583年，面積4.17平方公里，海拔高度160米，2001年人口746，人口密度每平方公里178.77人。